# Nereju
Nereju é uma comuna romena localizada no distrito de Vrancea, na região de Moldávia. A comuna possui uma área de 183.80 km² e sua população era de 4444 habitantes segundo o censo de 2007.